# Comuna Pidstepne, Oleșkî
Pidstepne (în ucraineană Підстепне) este o comună în raionul Țiurupînsk, regiunea Herson, Ucraina, formată din satele Pidstepne (reședința) și Pișceanivka.

## Demografie
Componența lingvistică a comunei Pidstepne
     Ucraineană (96%)
     Rusă (3,66%)
     Alte limbi (0,26%)
Conform recensământului din 2001, majoritatea populației comunei Pidstepne era vorbitoare de ucraineană (96%), existând în minoritate și vorbitori de rusă (3,66%).